# Будака (Уганда)
Будака (енгл. Budaka town) је мали град на југоистоку Уганде. Посједује једну мању пијацу и интернат са око 300 студената. Будака је главни град истоименог дистрикта.
Будака је удаљена отприлике 29 километара, путем, западно од Мбалеа, највећег града у источном региону Уганде, дуж пута Иганга–Тирињи–Камонколи–Мбале. Ово је отприлике 225 километара, цестом, североисточно од Кампале, главног и највећег града Уганде.
Према националном попису становништва из 2002. године, у граду живи 17.000 становника. Статистички биро Уганде (УБОС) проценио је да је 2010. године број становника износио 21.100. У 2011. УБОС је проценио број становника на 21.700.